# Myopa curticornis
Myopa curticornis är en tvåvingeart som beskrevs av Krober 1916. Myopa curticornis ingår i släktet Myopa och familjen stekelflugor. Inga underarter finns listade i Catalogue of Life.